# کانزاس ۳۱۲۴
سیارک ۳۱۲۴ (به انگلیسی: 3124 Kansas، نامگذاری:1981VB) سه هزار و صد و بیست و چهارمین سیارک کشف شده‌است که در ۳ نوامبر ۱۹۸۱ کشف شد.
قدر مطلق سیارک برابر ۱۳٫۴۶ است.